# هيدريد الروبيديوم
 هيدريد الروبيديوم مركب كيميائي له الصيغة RbH ، ويكون على شكل مسحوق بلوري أبيض.

## الخواص
نتيجة النشاط الكيميائي العالي لمركب هيدريد الروبيديوم فإنه يتفاعل مع الماء مشكلا هيدروكسيد الروبيديوم ومحررا غاز الهيدروجين حسب المعادلة:
RbH + H2O → RbOH + H2

## التحضير
يحضر مركب هيدريد الروبيديوم من التفاعل المباشر لعنصري الهيدروجين والروبيديوم بين 300 إلى 400 °س

2Rb + H2 → 2RbH